# 髙山由紀子
髙山 由紀子（、1945年4月4日 - 2023年6月2日）は、日本の脚本家、映画監督。シナリオ・センター講師。

## 経歴
東京都出身。日本画家の髙山辰雄の長女。
子供の頃から映画好きの父に連れられて頻繁に映画館へ足を運んでおり、また自宅の近くに東宝撮影所があったこともあって、本人曰く「映画ばかり観て育った」。
慶應義塾大学文学部卒業後、30歳近くなった頃にシナリオ学校に通い始め、主婦をしながらシナリオセンターで映画脚本を学ぶ。
1975年、本多猪四郎によるシナリオ学校生を対象にした新作ゴジラ映画脚本の競作選考で自作が採用され、『メカゴジラの逆襲』で脚本家デビュー。ゴジラシリーズで初の女性メインスタッフとなった。
女性心理を突いたシナリオが得意であり、刑事ドラマやミステリー、時代劇を得意分野とする女性脚本家の1人である。
2010年に出版した小説『源氏物語 悲しみの皇子』は、2011年に『源氏物語 千年の謎』のタイトルで映画化された。
2023年6月2日午前11時16分、老衰のため東京都内の自宅で死去。83歳没。

## 主な作品

### 映画作品

#### 脚本作品
- メカゴジラの逆襲（1975年）[1]
- 月山（1979年）
- 遠野物語（1982年）
- 徳川の女帝 大奥（1988年）
- 上方苦界草紙（1991年）
- 男ともだち（1994年）
- 真幸くあらば（2010年）

#### 監督作品
- 風のかたみ（1996年、脚本も担当）
- 娘道成寺 蛇炎の恋（2004年、脚本も担当）

#### プロデューサー作品
- KOYA澄賢房覚え書（1993年、脚本も担当）

### ビデオ作品
- あなたにここにいてほしい（1985年）

### 作品
- 映画 遠野物語（1982年）。ヘラルド出版・ヘラルド映画文庫で関連出版
  - 『小説　遠野物語』紀尾井書房、1982年
- 国東物語（1985年、脚本も担当）
  - 『国東物語　ドン・フランシスコ・大友宗麟』 八重岳書房、1989年
    - 新版『ドン・フランシスコ・大友宗麟』 八重岳書房、1994年
- トリナクリア PORSCH959（1987年、脚本も担当）
- 『源氏物語 悲しみの皇子』（角川書店、2010年）。角川書店グループ・あすかコミックスで漫画化（全2巻、宮城とおこ作画）
  - 『源氏物語 千年の謎』（角川文庫、2011年） - 映画化に際し上記を文庫化。
  - 『源氏物語 千年の謎2』（角川文庫、2011年） - 続編。文庫書き下ろし。

### 他の刊行著作
- 『父　高山辰雄』 角川書店、2011年
- 『吉原代筆人雪乃1　色もよう』角川文庫、2014年。以下は書き下ろし小説
- 『吉原代筆人雪乃2　みだれ咲』 角川文庫、2014年
- 『吉原代筆人雪乃3　繚乱の海』巻、角川文庫、2014年
- 『花魁くノ一』 角川文庫、2015年
- 『逢瀬の花　花魁くノ一』角川文庫、2015年

### テレビ作品
- フランダースの犬（1975年）
- シートン動物記 くまの子ジャッキー（1977年）
- 新・必殺仕事人（1981年）
- 仕事人大集合（1982年、野上龍雄との共同執筆）
- はぐれ刑事純情派
- メークアップ（1990年）
- 江戸中町奉行所（1990年）
- 必殺仕事人・激突!（1991年 - 1992年）

## 受賞歴
- 2003年 - ポルトガル・フォズ国際映画祭批評家大賞